# Ajutthaja
Ajutthaja (teljes nevén Phranakhonszi Ajutthaja, พระนครศรีอยุธยา, pʰráʔ náʔkʰɔːn sǐː ʔajúttʰajaː; angol írásmóddal Ayutthaya, olykor Ayudhya) Thaiföld Phranakhonszi Ajutthaja tartományának székhelye. Lakossága 53 ezer fő volt 2012-ben.
A város a Csaophraja, a Lopburi és a Paszak folyók találkozásánál fekszik, a Csiangmait és Bangkokot összekötő észak–déli fő vasútvonal mentén. Az óváros egy szigeten terül el, melyet nyugatról és délről a Csaophraja kanyarulata, keletről a Paszak, északról pedig a Klong Muang csatorna határol.
Az egykori középkori város romjai alkotják ma az Ajutthaja történelmi emlékparkot, amely az UNESCO kulturális világörökségének része (→ Thaiföld világörökségi helyszínei).

## Történelem
A várost I. Ramathibodi sziámi király (másik nevén Uthong) alapította 1350-ben, aki a Lopburiban kitört himlőjárvány elől menekülve érkezett oda, és királysága fővárosának tette meg; birodalmát gyakran Ajutthaja királyságnak vagy Sziámnak nevezik. 1600-ra már 300 000-en lakhattak a városban, 1700-ra pedig elérhette a népesség az 1 000 000 főt, így a korabeli világ egyik legnagyobb városa lehetett.
1767-ben a burmai sereg pusztította el, így a királyság is összeomlott. A várost pár kilométerrel keletebbre alapították újra, s manapság gyakran a „Kelet Velencéjének” nevezik.

## Nevének eredete
Ajutthaja az indiai Ajodhja  városról, a Rámájana-beli Ráma szülőhelyéről kapta a nevét (vö. thai Ramakien). A phra királyi és nemesi cím, a nakhon egy jelentős várost vagy fővárost jelöl, a szri vagy szi pedig egy tiszteletet kifejező thai szócska, amely a hódolatot kifejező indiai szri kifejezésből ered.

## Látnivalók
- Ajutthaja Történeti Tanulmányi Központ
- Csan Kaszem palota
- Csau Szam Phraja Nemzeti Múzeum
- Vang Luang
- Vat Csaivatthanaram
- Vat Lokajaszutharam
- Vat Mahathat
- Vat Naphramen
- Vat Phanancsöng
- Vat Phraram
- Vat Phrasziszanphet
- Vat Phutthaiszavan
- Vat Racsaburana
- Vat Szuvandararam
- Vat Thammikarat
- Vihan Phra Mongkhon Bophit
- Szent József-templom

## A populáris kultúrában
- Egy „Ayothaya” nevű, thaiföldi stílusú város szerepel a Ragnarok Online nevű PC-s MMORPG-ben (szerepjátékban).
- Ajutthaja a Soul Calibur II egyik szintjének a neve.
- A teljes lótusz és a bodhiszattvák Ajutthajában (Mary Heebner műve)

## Galéria

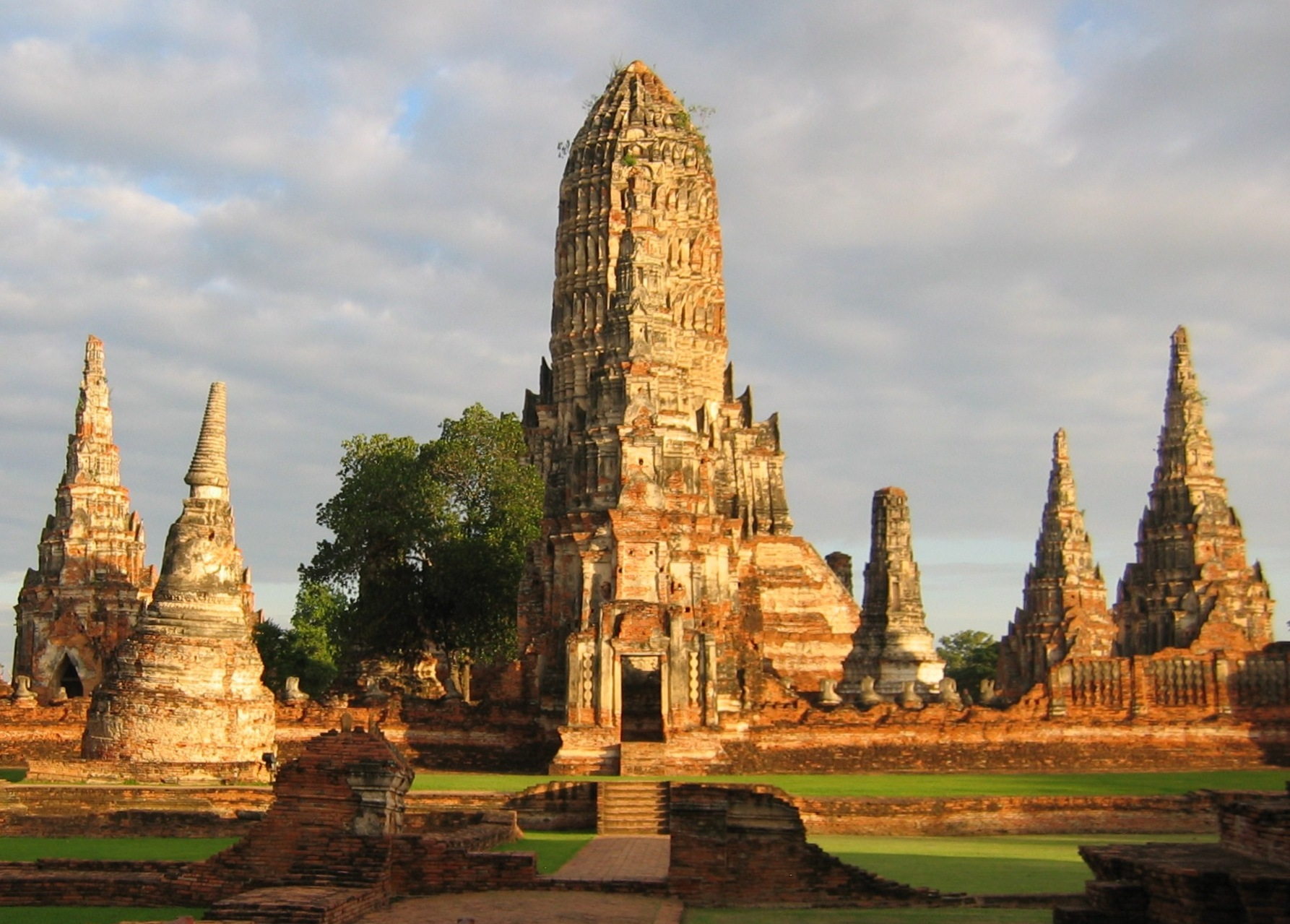
A Vat Csaivatthanaram romjainak közepén egy kukoricacső alakú sztúpa, úgynevezett prang látható, amely a Khmer Birodalom hatását mutatja.
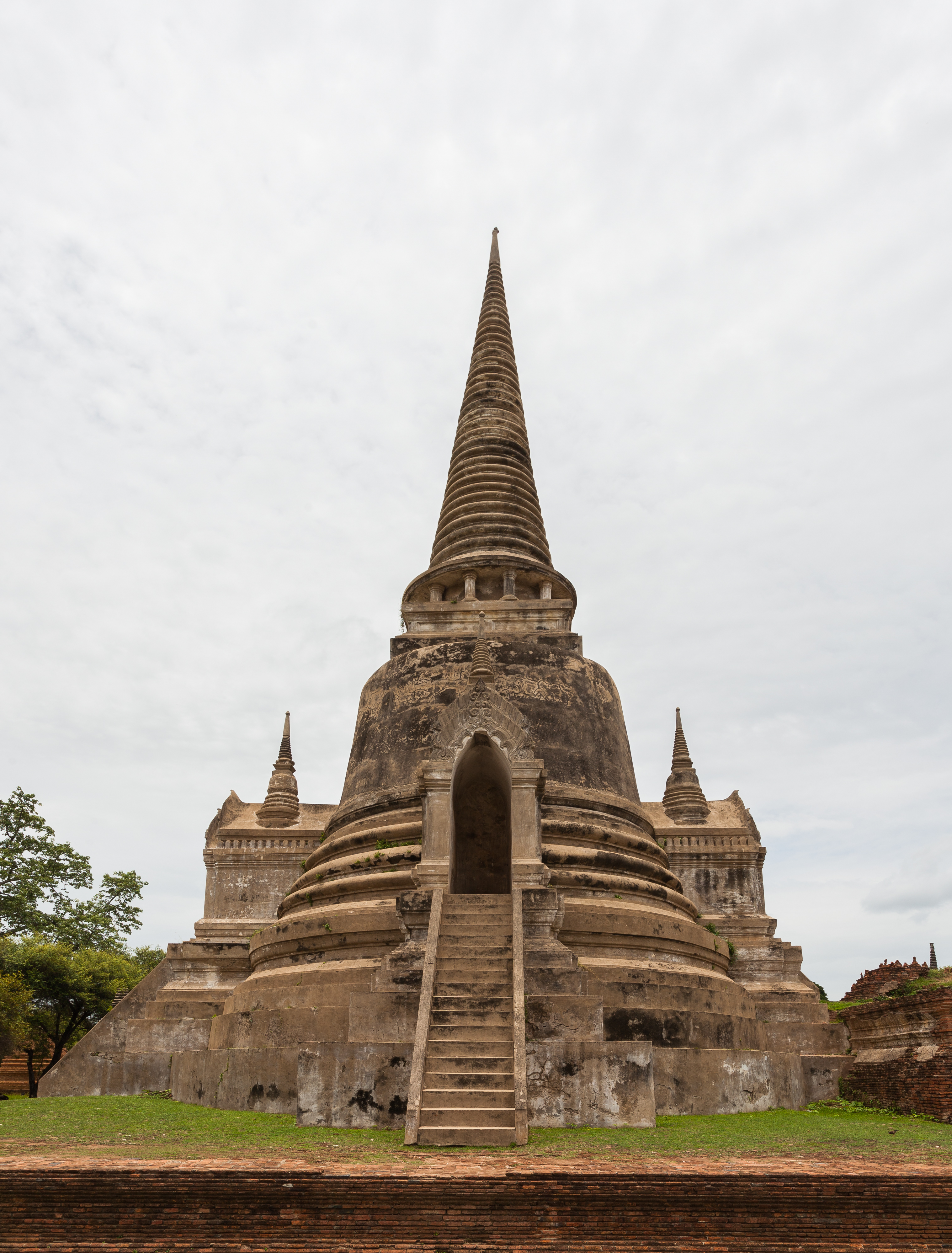
A harangformán álló hegyes tetőtorony, ún. csedi cejloni hatást tükröz.
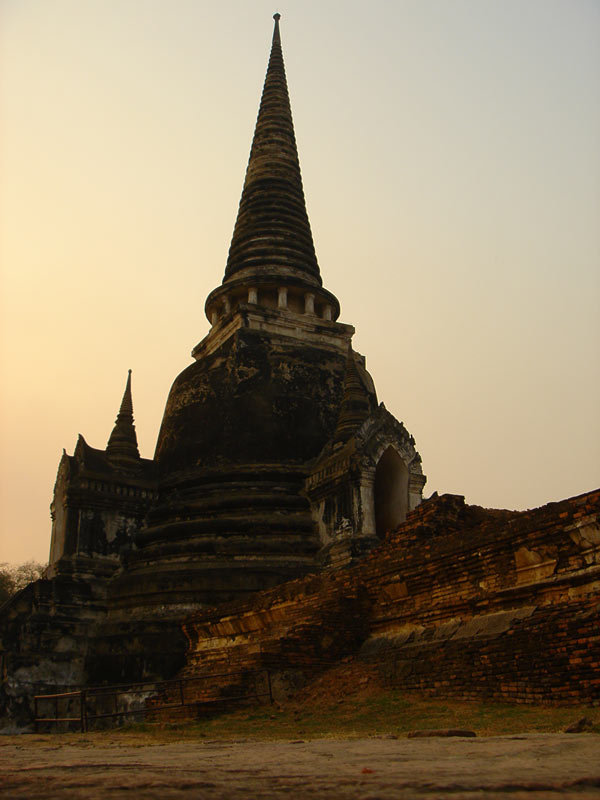
A négyzetes alapon álló hegyes tetőtorony, ún. csedi sajátosan thai stílust jelez.
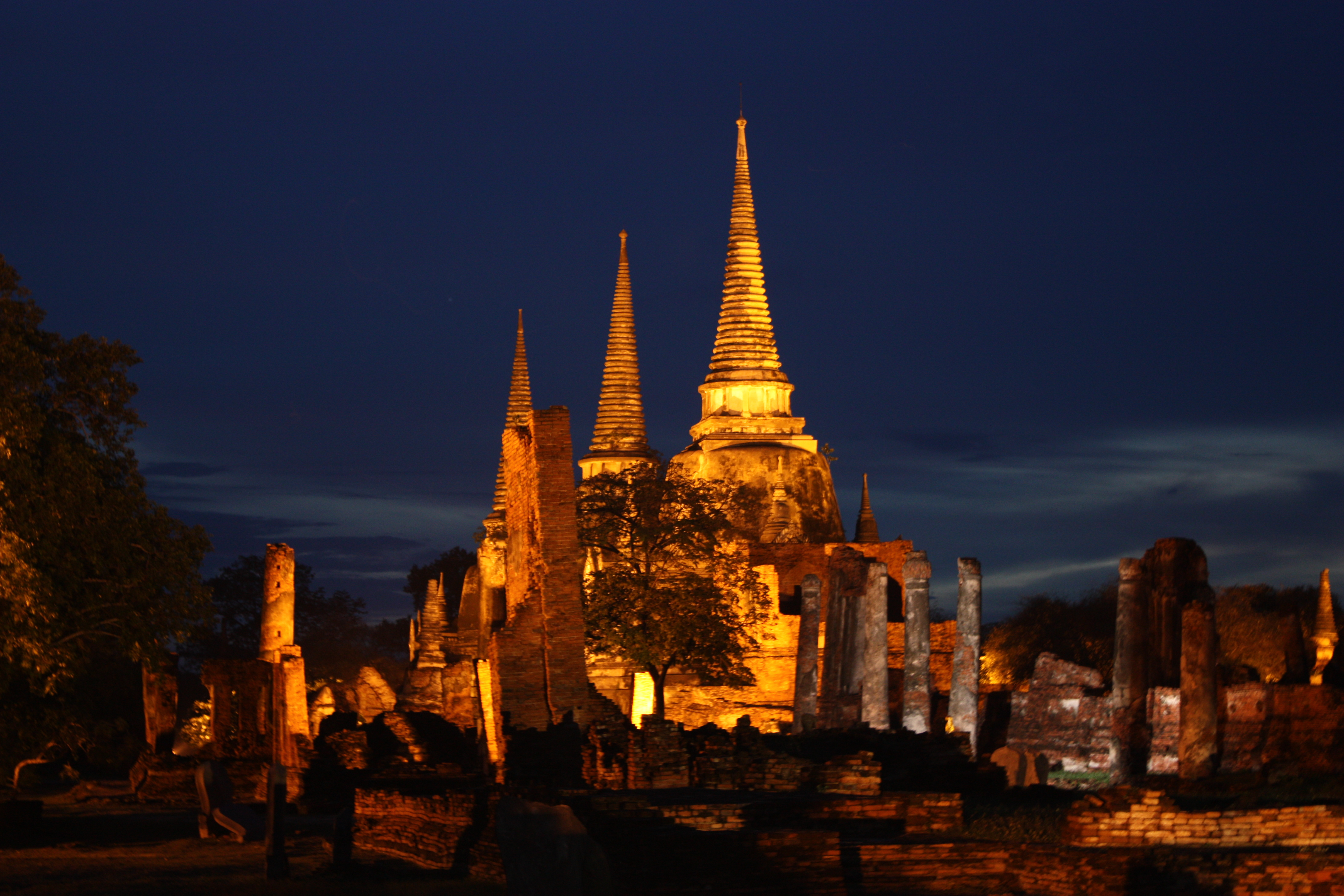
A Vat Phrasziszanphet éjszaka
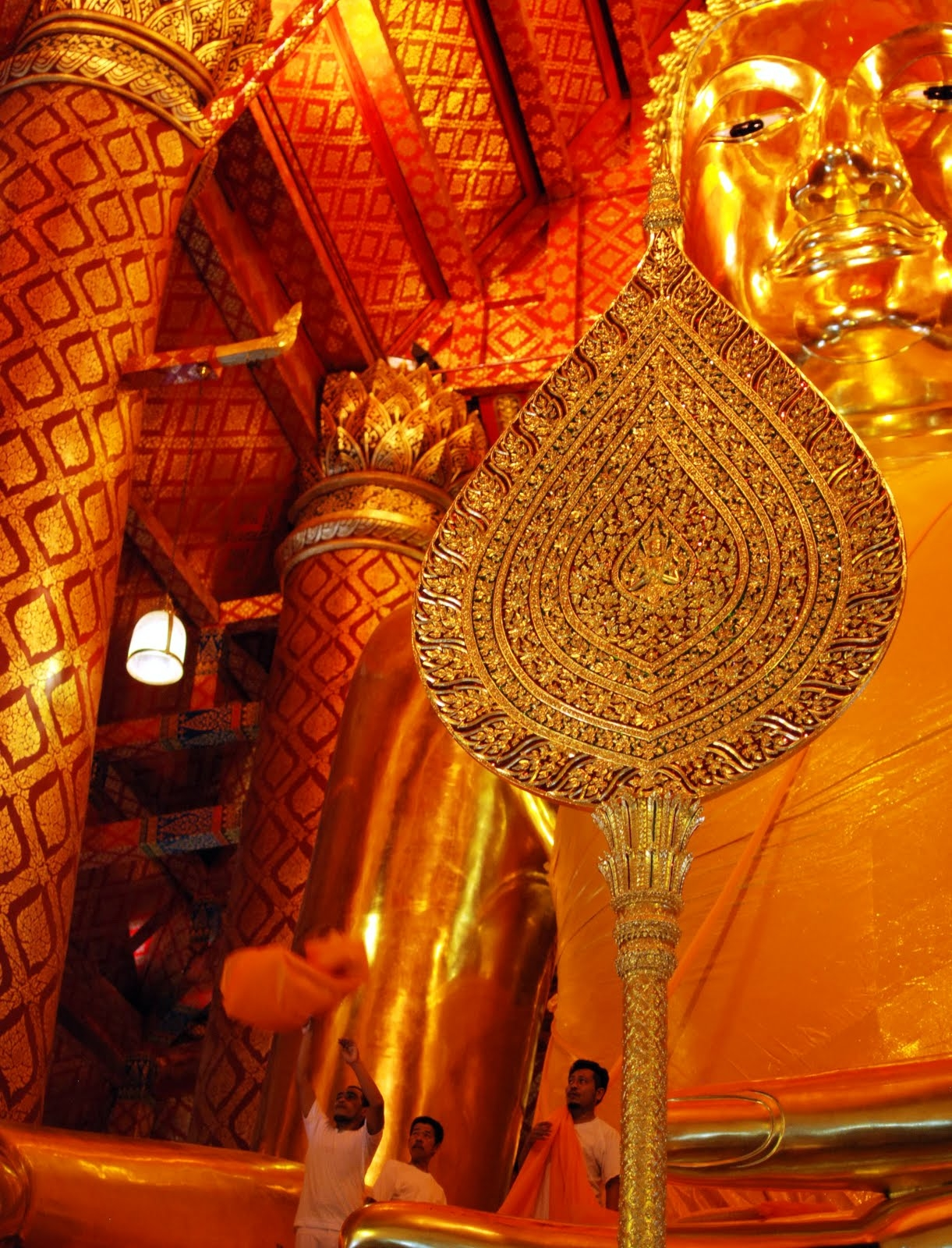
A Vat Phanancsöng 19 méter magas bronz Buddha-szobra 1324-ből való
- Kb. kétperces rövidfilm a város néhány nevezetességéről
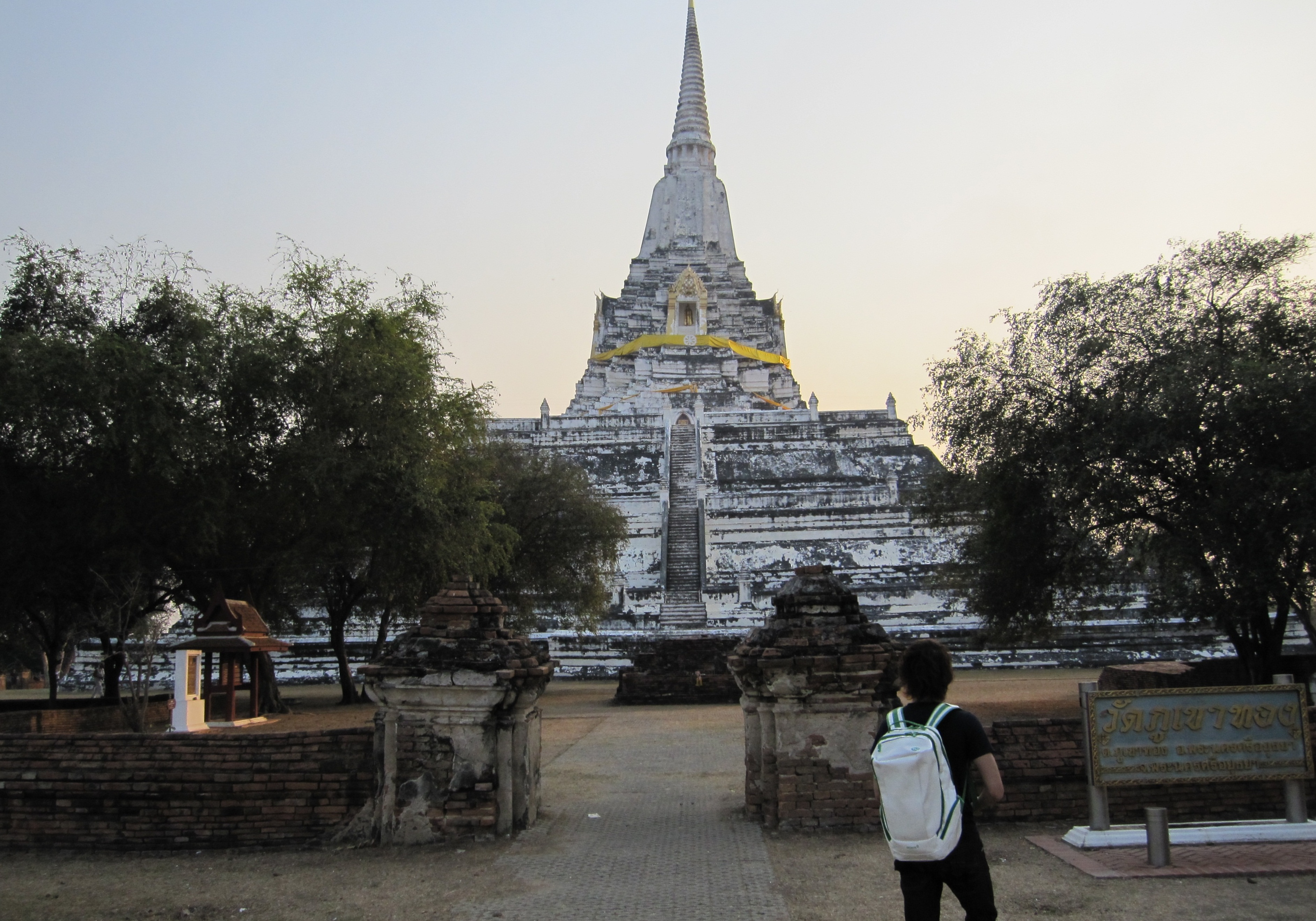
Vat Phu Khao Thong
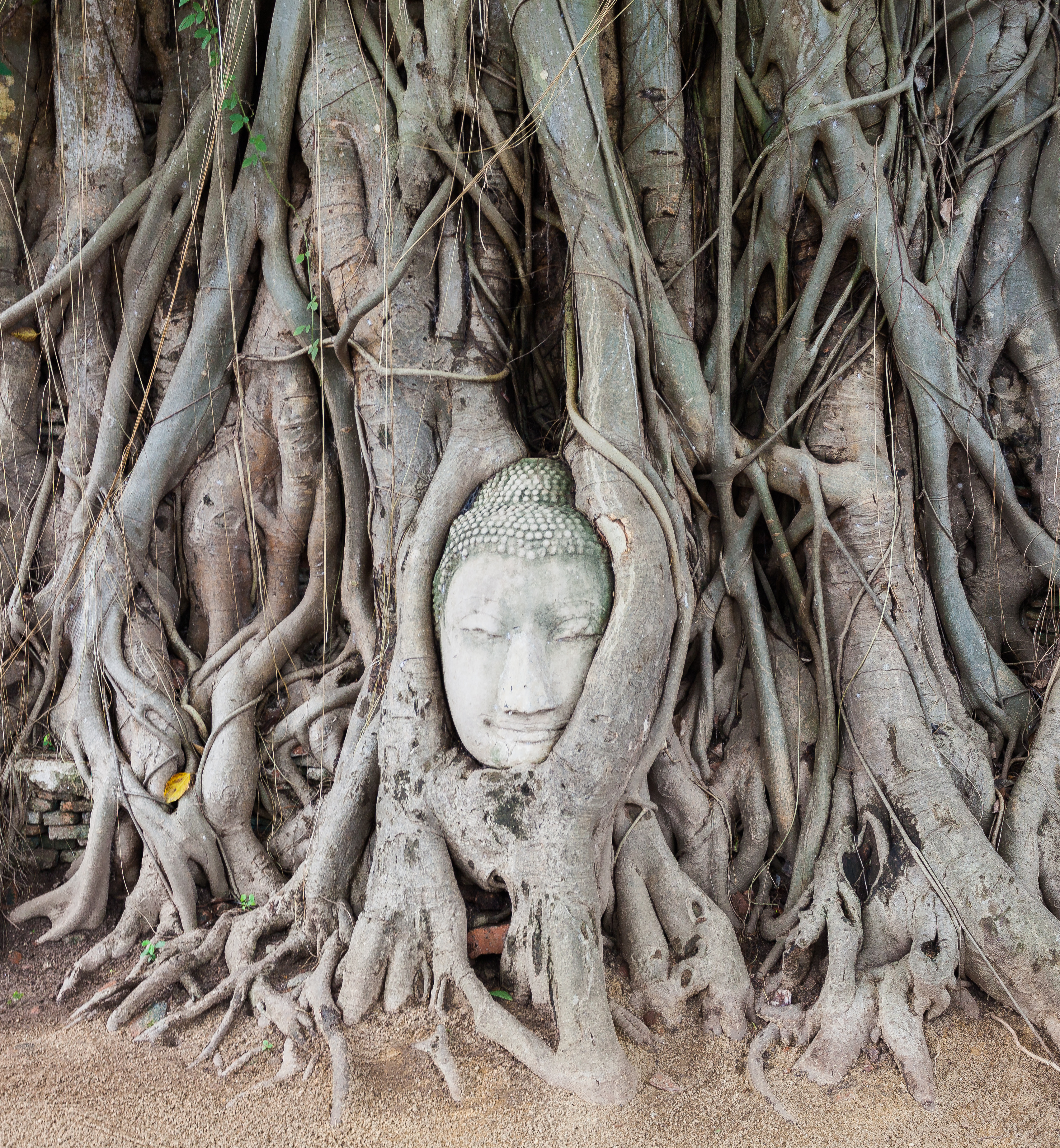
A Vat Mahathat-beli Buddha-fej
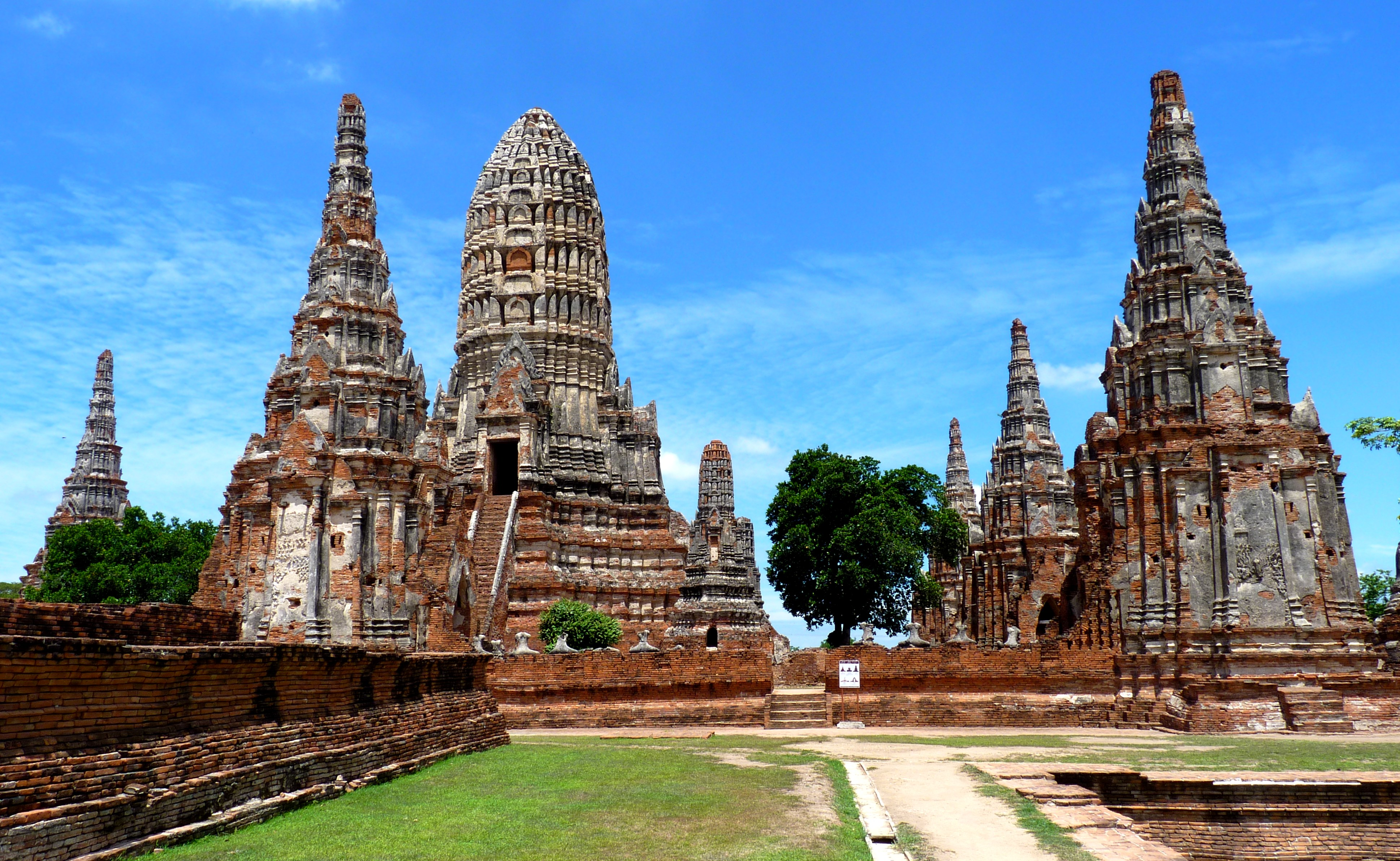
A romváros részlete

## Fordítás
- Ez a szócikk részben vagy egészben  az   Ayutthaya című angol Wikipédia-szócikk ezen változatának fordításán alapul.  Az eredeti cikk szerkesztőit annak laptörténete sorolja fel. Ez a jelzés csupán a megfogalmazás eredetét és a szerzői jogokat jelzi, nem szolgál a cikkben szereplő információk forrásmegjelöléseként.